# Wolfgang Dziony
Wolfgang Dziony (Elze, 29 agosto 1949) è un batterista tedesco di genere hard rock.

## Biografia
È noto per essere stato il primo batterista del gruppo Scorpions, in cui militò dalla fondazione fino al 1973, partecipando alle registrazioni dell'album Lonesome Crow. Abbandonò il gruppo per motivi familiari, venendo sostituito da Jürgen Rosenthal.

## Discografia
- 1972 - Lonesome Crow